# North River (Minnesota)
La North River est une rivière de 10 km de long située dans le nord-est du Minnesota, aux États-Unis. Avec l' East River, elle est l'un des principaux affluents du Seven Beaver Lake, la source de la rivière Saint-Louis. La plus grande partie de la North River se trouve dans le comté de Lake ; son embouchure se situe dans le Comté de Saint-Louis. L'Institut d'études géologiques des États-Unis estime que la North River est la plus éloignée des sources de l'ensemble du bassin hydrographique des Grands Lacs et du fleuve Saint-Laurent.